# Râul Valerița
Râul Valerița este un curs de apă, afluent al râului Cerna. 